# Don McGregor
Don McGregor né en 1945 est un scénariste américain de comics.

## Biographie
Don McGregor commence à se faire connaître en écrivant les histoires de la Panthère noire dans le comics Jungle Action et celles de Killraven dans War of the Worlds publié dans le comic book Amazing Aventures. Ces deux comics sont publiés par Marvel Comics. Les éditeurs de Marvel n'ont pas beaucoup confiance dans les talents de scénariste de McGregor, aussi lui confient-ils ces séries secondaires. McGregor réussit à attirer les lecteurs et sa série consacrée à Killraven, dessinée essentiellement par P. Craig Russell marche bien. Il décide ensuite de poursuivre sa carrière chez des éditeurs indépendants qui lui assurent une liberté d'écriture et une reconnaissance du droit d'auteur des personnages et séries créés. Il commence avec Detectives Inc édité par Eclipse Comics. Publié dans les années 1970, ce comics est notable car il met en scène deux détectives dont l'un est noir, ce qui est encore rare à l'époque. De plus ce comic aborde des thèmes inconnus de la bande dessinée classique comme l'homosexualité féminine. En effet l'un des personnages principaux est une lesbienne.
En 1978, il crée l'histoire de Sabre: Slow Fade of an Endangered Species avec Paul Gulacy au dessin. Ce roman graphique est l'un des premiers publiés et il est le premier à sortir uniquement dans les magasins de comics.

## Récompenses
- 2015 : prix Bill-Finger

## Dans d'autres œuvres
Don McGregor souffrait de somniloquie. Aussi, plusieurs de ces rêves parlés ont été enregistrés par ses proches dans les années 1970. Véréna Paravel et Lucien Castaing-Taylor réalisent le film Somniloquies en 2016 à partir de ces enregistrements et d'images de plusieurs personnes filmées dans leur sommeil.